# Tommaso Cagnola
Pour les articles homonymes, voir Cagnola.
Tommaso Cagnola ou Cagnoli (documené de 1479 à 1509) est un peintre italien, titulaire de l'un des orincipaux ateliers présents à Novare entre le XVe et XVIe siècles.

## Biographie

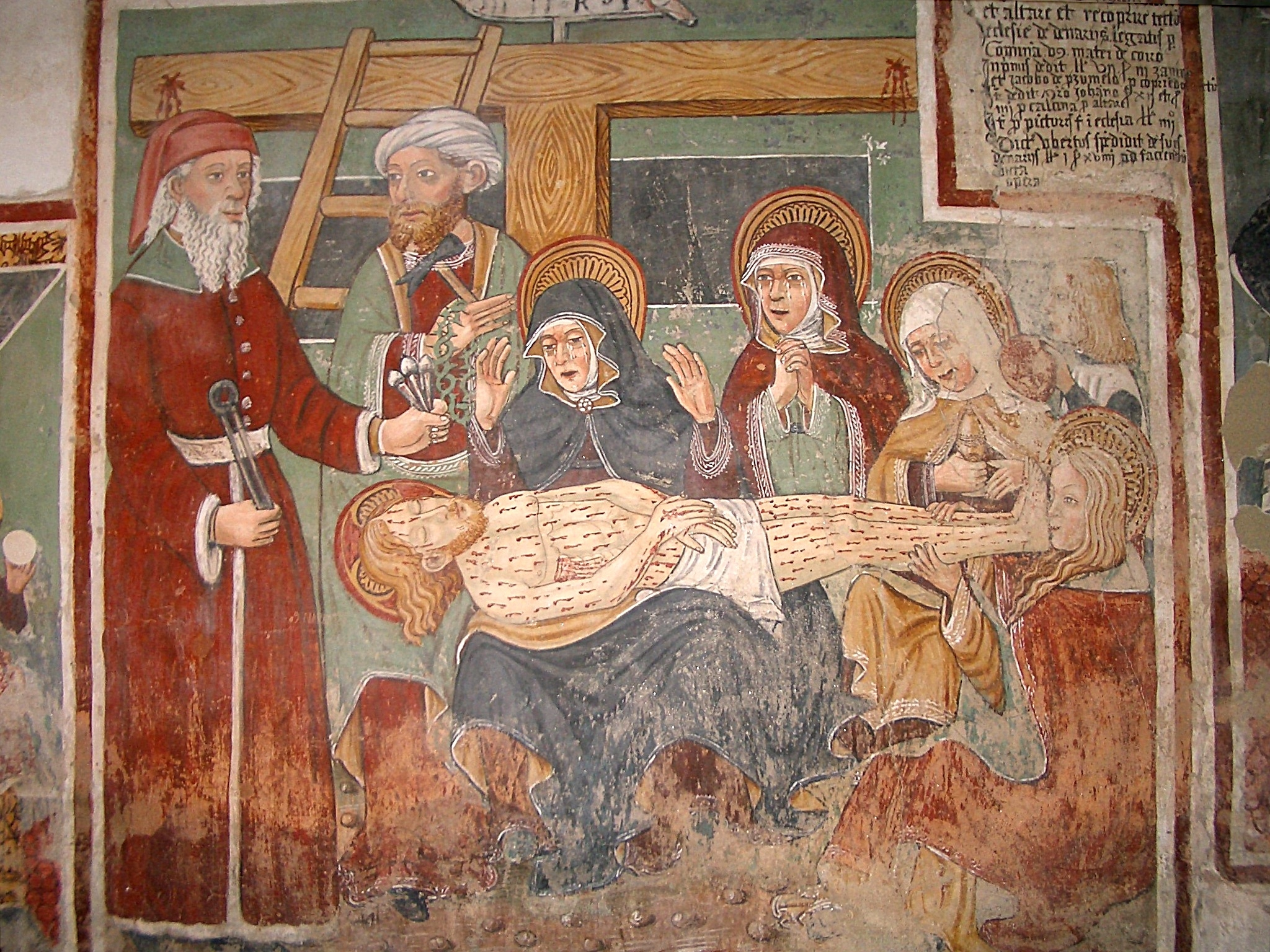
Compianto sul Cristo morto,
Bolzano Novarese, église San Martino di Engrevo

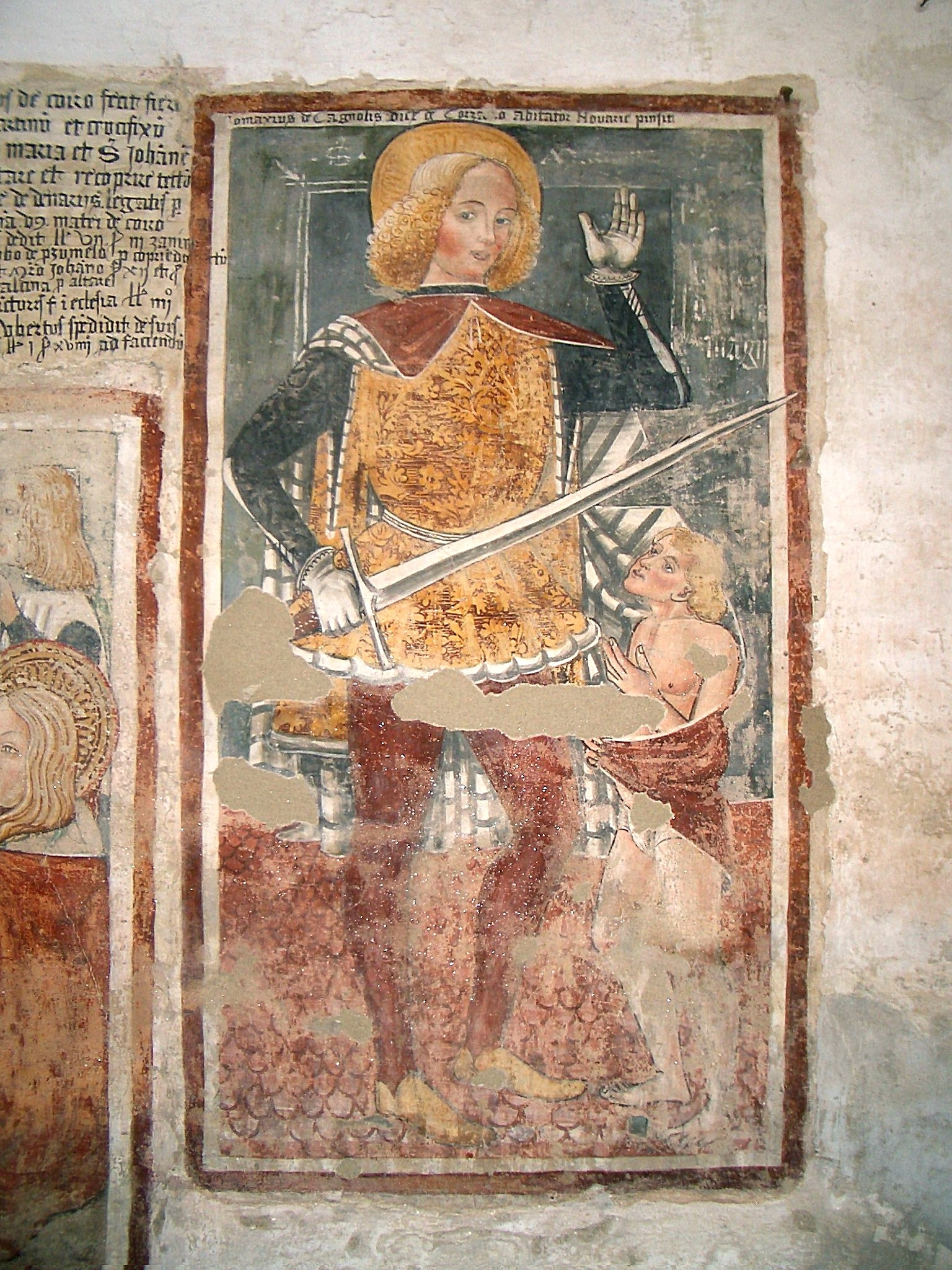
San Martino e il povero, Bolzano Novarese, église San Martino di Engrevo

Les documents concernant la biographie de Tommaso Cagnola ne permettent pas de déterminer ses origines. La seule information vérifiable est qu'il a été titulaire de l'atelier de peinture le plus actif à Novare entre 1479 et 1509.
Dans l'atelier des Cagnole travaillaient aussi ses enfants Francesco et Sperindio. Ce dernier devint élève et collaborateur de Gaudenzio Ferrari.
La production de Tommaso et de ses enfants Giovanni et Francesco était concentrée dans des fresques à thème religieux très appréciées par les dignitaires de la région de Novare, du Val d'Ossola et du Valsesia. Leur activité s'est déroulée essentiellement dans les églises romanes, oratoires de campagne.  
En décembre 1490 Tommaso et ses fils furent appelés à Milan auprès de la cour des Sforza afin de préparer le montage scénique des fêtes nuptiales de Béatrice d'Este et Ludovic le Maure et de Anna Sforza avec Alphonse d'Este. À cette occasion il fit la connaissance de Bernardino Butinone et Bernardo Zenale, chargés de diriger les nombreux artistes appelés à la cour.
Il est difficile de distinguer les contributions de Tommaso de celle de ses fils Giovanni (duquel on a peu d'informations) et de Francesco, qui a été un artiste fécond. À Francesco Cagnola sont attribués une grande partie des fresques de l'église de la Santissima Trinità de Momo,tandis que  Tommaso y aurait eu le seul rôle de directeur de travaux.
Le style des Cagnola est caractérisé par des formes tardo gothiques ainsi que par certaines particularités propres définies ainsi: 

« Un trait commun des Cagnola, à l'exception de Sperandio, est la façon de représenter des petites pierres rouges sur les pavements intérieurs et l'utilisation du « broccato » afin de rendre élégants les vêtements et de mettre en valeur les personnages [...], les motifs végétaux qui ornent les trônes des Madones et la façon particulière de rendre les auréoles du Christ dans la partie dorée montre des curieuses « oreilles de souris » . Une caractéristique qui permet d'attribuer une œuvre anonyme à la main d'un Cagnola est la façon de peindre les coiffures : Les cheveux semblent être à peine mouillés et peignés tant les traces laissées par le peigne sont évidentes »

— A. A. Boratto, Da Tommaso a Sperindio, o dai Cagnola ai Ferrari, in A. A. Boratto, L. Amaranto

## Œuvres
- Oratoire Santa Maria,  Garbagna Novarese, Vierge à l'Enfant, Saint François et deux anges musiciens '1481), fresque, signée

- Miracle de Sant'Eustachio (Sant'Ubaldo)[4]
- Vierge à l'Enfant (1490), signée, Oratoire de la Madonna della Gelata, Soriso,
- Complainte sur le Christ mort, Saint Martin et le pauvre, signées,

- Portrait du bienheureux Tommaso Caccia, de Novare, signée, Abbaye San Nazzaro della Costa, près de Novare et
- Portrait de noble et Vierge à l'Enfant,(1502) fresques, détachées et conservées au Sacro Monte d Domodossola[6]
- Vierge à l'Enfant et Joseph Fresques, Oratoire Madonna del Latte à Gionzana, frazione de Novare,
- Fresques, Pieve di San Giovanni, Vespolate;
- Christ Pantocréator,Apôtres avec saint Pierre trônant, Pieve San Pietro, Casalvolone , Madonna della Misericordia,
- Madonna della Misericordia, église Santa Maria delle Grazie (ou Oratoire des Palazzi), Vicolungo